# سيدني إس. وودز
سيدني إس. وودز (بالإنجليزية: Sydney S. Woods)‏ هو ضابط أمريكي، ولد في 25 يوليو 1917 في تكساس في الولايات المتحدة، وتوفي في 31 مارس 1989.